# Tre små vargar
Tre små vargar (engelska: Three Little Wolves) är en amerikansk animerad kortfilm från 1936. Filmen ingår i Silly Symphonies-serien och är den andra uppföljaren till Tre små grisar från 1933.

## Handling
Den äldste grisbrodern har byggt en vargfälla som är tänkt att fånga Stora stygga vargen i en fälla som de två yngre grisbröderna gärna gör sig lustiga över. Samtidigt har vargen och hans tre söner tänkt ut en plan på hur de i sin tur ska fånga grisarna. Men det går inte som planerat och Stora stygga vargen går i fällan och blir ordentligt plågad.

## Om filmen
Filmen är den andra uppföljaren som gjordes till Tre små grisar från 1933 och var tredje gången som de tre små grisarna syntes på film. De medverkade i sammanlagt fyra kortfilmer, medan Stora stygga vargen kom att medverka i nio kortfilmer.
Filmen hade svensk biopremiär den 5 december 1936 på biografen Grand i Stockholm och visades som förfilm till långfilmen Varför byta männen hustru? med Walter Huston och Ruth Chatterton. En dryg vecka senare, den 14 december, visades filmen som separat kortfilm; denna gång på Sture-Teatern som också ligger i Stockholm.
Filmen har givits ut på svenskspråkig DVD med svensk dubbning.

## Rollista
- Dorothy Compton – Bror Hurtig
- Mary Moder – Bror Lustig
- Pinto Colvig – Bror Duktig
- Billy Bletcher – Stora stygga vargen
- Alyce Ardell – vargunge
- Leone Le Doux – vargunge
- Bonnie Poe – vargunge[9]